# Kępeczki
Kępeczki – wieś sołecka w Polsce położona w województwie mazowieckim, w powiecie kozienickim, w gminie Kozienice.
W latach 1975–1998 miejscowość administracyjnie należała do województwa radomskiego.
We wsi, na terenie obszaru Ostoja Kozienicka objętym programem Natura 2000 (Dolina Środkowej Wisły), znajduje się punkt widokowy.
Wierni kościoła rzymskokatolickiego należą do parafii Najświętszego Serca Jezusowego i św. Leonarda w Brzeźnicy.